# Paul F. Sanders

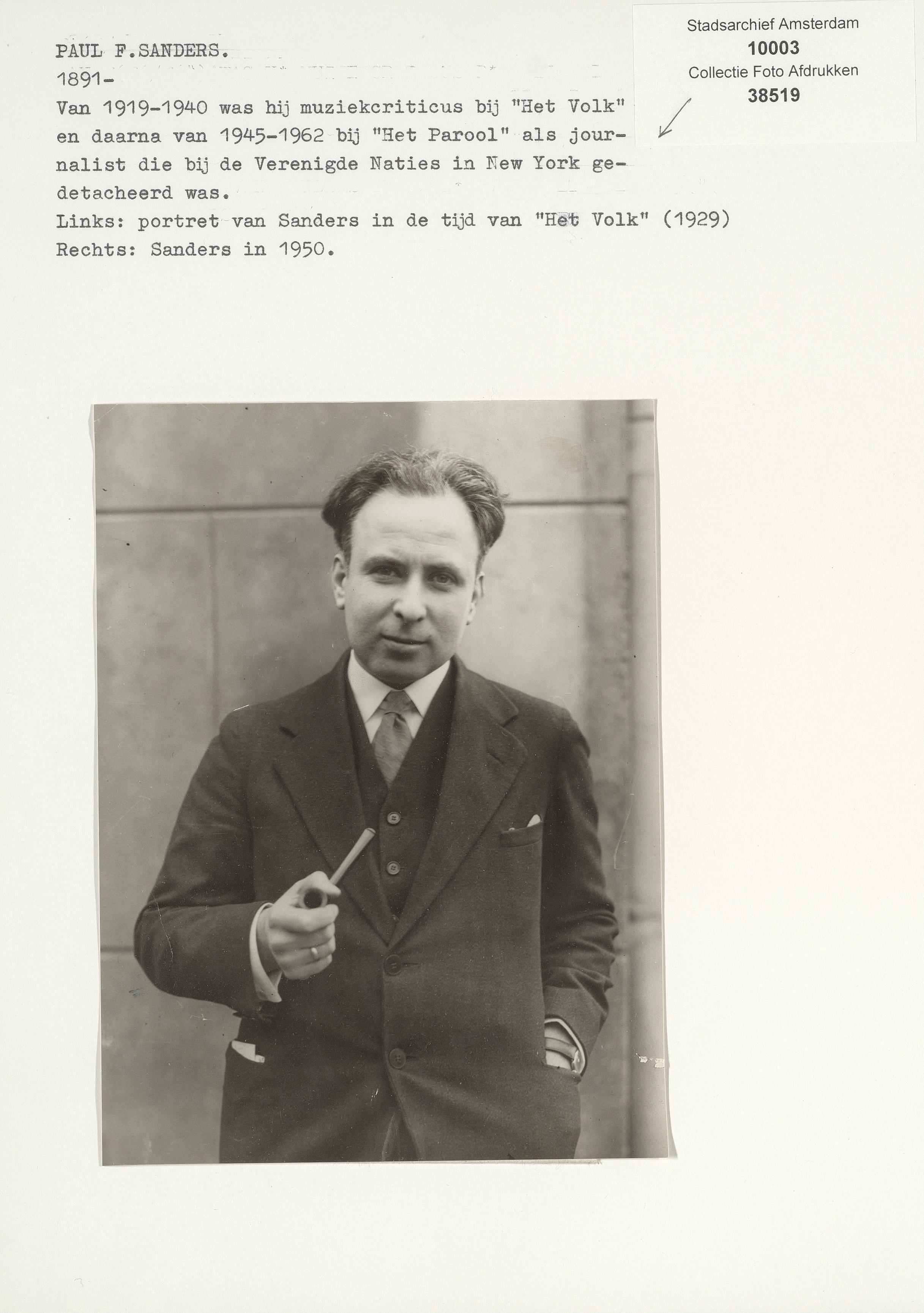
Paul F. Sanders (circa 1929)

Paul F. Sanders, volledige naam Paul Florus Sanders, voor intimi Paul F. (Amsterdam, 21 december 1891 – Tarrytown (New York), 25 juli 1986) was een Nederlands componist, musicoloog en journalist.
Hij was zoon van de Groningse koopman, kassier en makelaar en effecten Benjamin Sanders en Limburgse Rosalie Levenbach. Hijzelf was tussen 1916 en 1935 getrouwd met voordrachtskunstenaar Elisabeth (Liesbet/Liesbeth) Herzberg en vanaf 1945 met Sibilla Elisabeth (Hilde) Surlemont.

## Muziek
Hij rondde in Amsterdam het gymnasium af, bestemd voor de handel. Het zag er dus niet naar uit dat hij in de muziekwereld belandde. Een serieuze studie muziektheorie en compositieleer begon pas in 1918; leraren van Sem Dresden, Louis Albert, Paul le Flem en Willem Pijper. Hij werd muziekcriticus bij Het Volk (ook op gebied beeldende kunst) en De Tijd en richtte samen met Pijper in 1926 het tijdschrift De Muziek op; beiden werden er redacteurs; onder andere Piet Tiggers werkte ervoor. Het blad sneuvelde in 1933. Er volgden trouwens ook artikelen in buitenlandse bladen.
Kruseman noteerde de volgende werken:
- 1921: Mara, toneelmuziek voor gemengd koor en orkest, tekst H. Middendorp
- 1923: Pierrot aan de lantaarn, rhapsodie voor kamerorkest, twee declamatoren en twee dansers, tekst Martinus Nijhoff
- 1923: Twee joodsche liederen voor alt, dwarsfluit, klarinet, hoorn, fagot, contrabas en harp
- 1926: Rataplan voor kamerorkest
- 1929: Een kleine suite voor vierhandig piano
- 1929: Russisch gebed, driestemmig vrouwenkoor, dwarsfluit, hobo, twee hoorns en strijkkwartet
- 1929: La vieille, vierstemmig koor op tekst van Paul Fort
- 1930: Strijkkwartet
- Planlied voor de SDAP

Er volgden ook publicaties:
- 1923: Muziek voor de volksklasse
- 1924: Het strijkkwartet
- 1926: De piano, het instrument en haar meesters
- 1929: Moderne Nederlandsche componisten.

Hij was ook jaren actief als bestuurder, zoals van de Volksmuziekchool, International Society for Contemporary Music Nederland en voorzitter van de Socialistische Kunstenaarskring. Hij was tevens betrokken bij een voorloper van de Buma/Stemra.

## Journalist
Tijdens de Tweede Wereldoorlog was hij betrokken bij het illegale Het Parool. Hij werd er na de oorlog vaste medewerker en vanaf 1947 tot 1962 correspondent in de Verenigde Staten dan wel New York. Hij werkte daar tevens voor de VARA. Hij werd minstens viermaal onderscheiden. In 1952 werd hij door koningin Juliana der Nederlanden benoemd tot ridder in de Orde van Oranje-Nassau (in 1961 bevorderd tot officier). In 1958 werd hij in de VS onderscheiden voor zijn voorzitterschap van de Buitenlandse Persvereniging (United Nations Correspendents Association, UNCA) en hij kreeg het eredoctoraat Letteren van het Hamilton College voor zijn journalistieke werk aldaar.